# Frankenstein (film 1910)
Frankenstein – krótkometrażowy niemy film grozy wyprodukowany w 1910 roku przez Thomasa A. Edisona, w reżyserii Jamesa Searle'a Dawleya. Jest to pierwsza ekranizacja słynnej powieści Mary W. Shelley (Frankenstein, czyli nowy Prometeusz) o monstrum stworzonym przez szalonego naukowca Wiktora Frankensteina.

## Opis fabuły

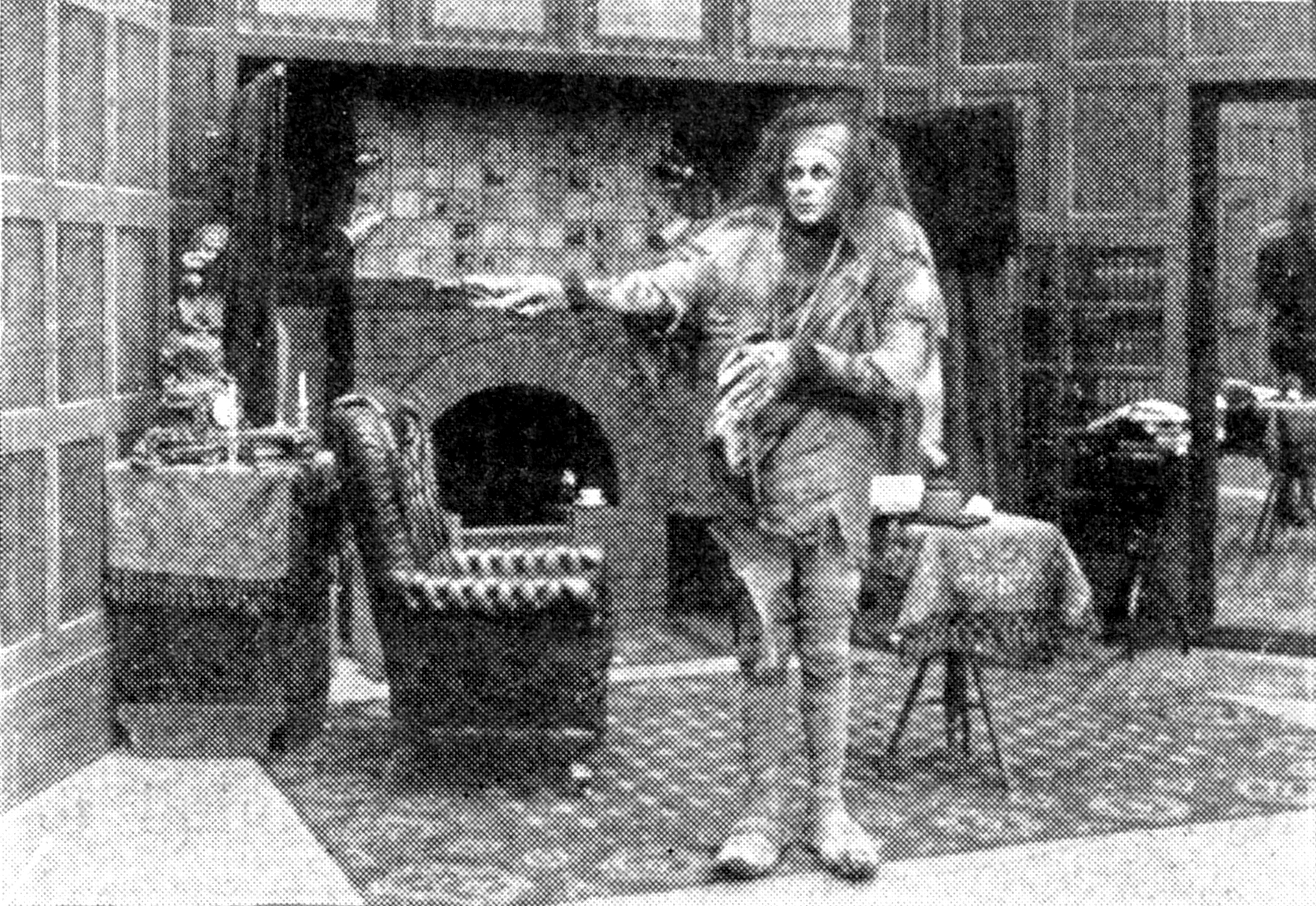
Fotografia z planu filmowego – monstrum w domu Frankensteina i Elizabeth

Młody student Frankenstein, pracując samotnie w uniwersyteckim laboratorium, próbuje zgłębić tajemnicę życia i stworzyć idealnego człowieka. Jednak z ogromnego kotła z odczynnikami wyłania się daleka od ideału, paskudna istota – monstrum. Frankenstein przerażony jego widokiem mdleje, a następnie wzburzony opuszcza laboratorium przekonany, że eksperyment się nie udał. W domu roztrzęsionego studenta uspokaja narzeczona Elizabeth. Jednak stwór, który nie może istnieć bez swojego stwórcy, podąża za nim i zaczyna nachodzić go w jego mieszkaniu. Potwór pojawia się ponownie w dniu ślubu Elizabeth i Frankensteina. Zauważa swoje odbicie w lutrze, ze strachem zasłania twarz przed swoim własnym widokiem, po czym znika. Odbicie w lustrze pozostaje jednak nieporuszone. Frankenstein podchodzi do zwierciadła i zamiast swojego wizerunku widzi potwora, który jednak w końcu znika, przywracając studentowi jego własne odbicie.
Ostatnia scena jest metaforą, swoistą walką dusz monstrum i studenta, mającą zwrócić uwagę widza na kwestię odpowiedzialności człowieka ingerującego w prawa natury, który eksperymentuje na polu zastrzeżonym dla sił nadprzyrodzonych.

## Obsada
- Augustus Phillips – doktor Wiktor Frankenstein
- Charles S. Ogle – monstrum
- Mary Fuller – Elizabeth

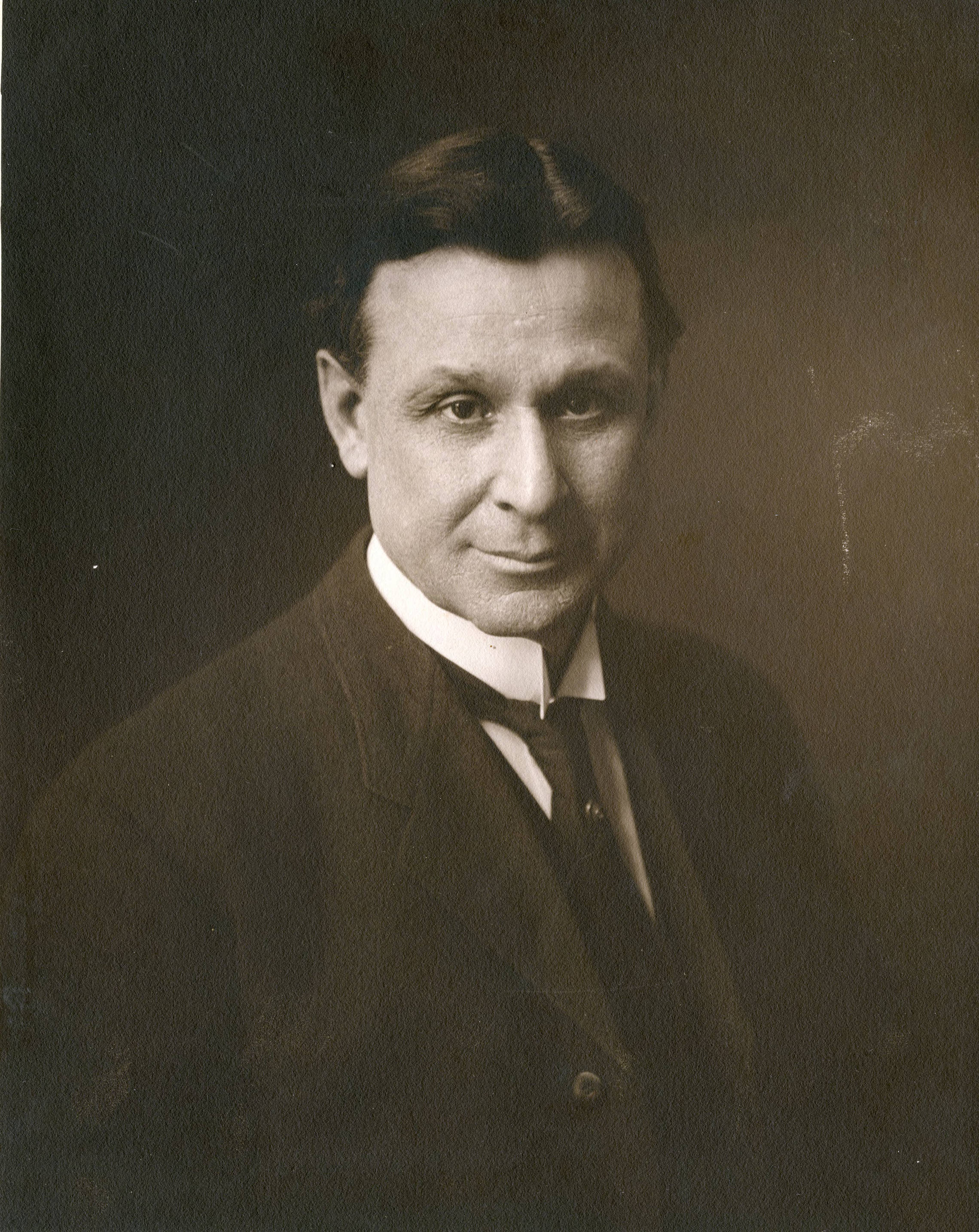
Charles Stanton Ogle – w filmie wcielił się w rolę monstrum
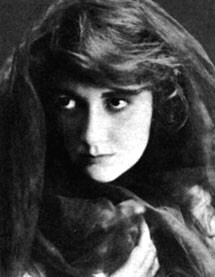
Mary Fuller – Elizabeth

## O filmie

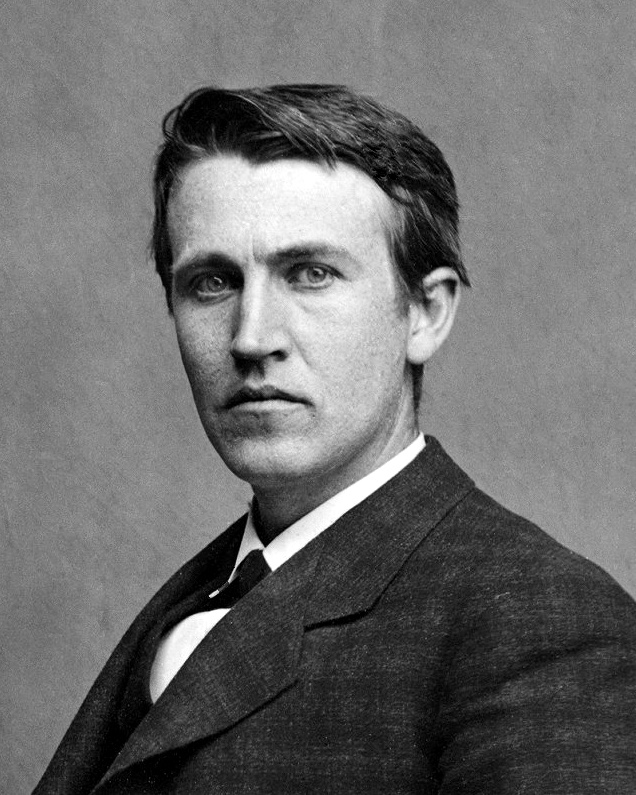
Thomas A. Edison – słynny wynalazca był producentem filmu

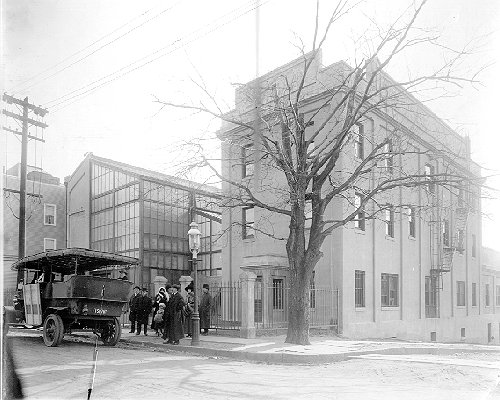
Studio filmowe Edisona, w którym powstał film

Producentem filmu był Thomas A. Edison. Obraz powstał w jego wytwórni filmowej Edison Manufacturing Company – w studiu filmowym Edison Motion Picture Studio w Nowym Jorku (Bronx). 
Film był jednym z pierwszych w historii obrazów kina światowego, w którym na szeroką skalę zastosowano efekty specjalne: na przykład scena powstawania monstrum z ognia w kotle z chemikaliami była prostym zabiegiem cofnięcia sekwencji taśmy filmowej (tzn. najpierw sfilmowano spalenie makiety stwora, a następnie zmontowano ją od końca), a pojawianie się w lustrze postaci monstrum, podczas gdy stoi przed nim naukowiec, było efektem zwykłego fotomontażu (split frame technique). Czyniły one jednak w owym czasie olbrzymie wrażenie na widzach.
Zgodnie z panującym w ówczesnym kinie zwyczajem, kiedy to aktorzy mieli prawo występować we własnych strojach, ubiór monstrum został wykonany według pomysłu odtwórcy roli potwora Charlesa S. Ogle'a, który zaprojektował go na podstawie opisu Mary Shelley. Niektórzy krytycy filmowi uważają dziś, że pomimo braku dźwięku i niskiego poziomu techniki filmowej, w jakiej obraz został wykonany, monstrum wzbudza o wiele większą grozę niż potwór z głośnej ekranizacji z lat 30. XX w. z Borisem Karloffem. 
Film został nakręcony tzw. „nieruchomą kamerą” (stoi ona w jednym miejscu) i brak w nim jakichkolwiek zbliżeń. Cały ciężar akcji skupiony jest na grze aktorów. 
Przez długie lata film uchodził za bezpowrotnie zaginiony. Uważano, że wszystkie jego kopie spłonęły w wielkim pożarze wytwórni Edisona w roku 1914. Jedyną informacją o nim była fotografia Charlesa S. Ogle'a z planu filmowego i zapis w katalogu filmów Edisona. W latach 50. XX w. jedną z kopii nabył prywatny kolekcjoner Alois F. Dettlaff z USA, który dopiero 25 lat później zorientował się co posiada.

## Wpływy kulturowe
- W 2003 roku wersja filmu o Frankensteinie z 1910 stała się inspiracją dla pisarza Chrisa Yambara i rysownika Robba Bihuna do stworzenia 40-stronicowej powieści graficznej Edison's Frankenstein 1910[4].
- W 2008 amerykańska grupa muzyki elektronicznej (dark ambient) Life Toward Twilight wydała 40-minutowy album pt. Edison’s Frankenstein, na którym znalazło się 12 instrumentalnych utworów inspirowanych dziełem z 1910 roku[5].